# Драни (Молодечненський район)
Драни (біл. вёска Драні) — село в складі Молодечненського району Мінської області, Білорусь. Село підпорядковане Хожівській сільській раді, розташоване в західній частині області.